# Haryana Lok Dal (Rashtriya)
Haryana Lok Dal (Rashtriya), förkortat H.L.D. (R), politiskt parti för jaterna i den indiska delstaten Haryana. Partiledare var tidigare Devi Lal.